# Martin Maleček (1972)
Martin Maleček (* 9. července 1972 Ostrov) je český politik, od roku 2024 zastupitel Karlovarského kraje, od roku 2010 starosta města Hroznětín, člen předsednictva hnutí Volba pro kraj (VOK).

## Život
Narodil se v roce 1972 v Ostrově a celý svůj život prožil v karlovarském regionu. Mnoho let pracoval na vedoucích pozicích v průmyslových i potravinářských provozech. Od roku 2006 působil jako místostarosta města Hroznětín a v roce 2010 byl zvolen starostou. Martin Maleček žije v Hroznětíně, je ženatý a má tři děti. Vypomáhá rovněž jako dobrovolný hasič.

## Politická kariéra
V komunálních volbách roku 2006 kandidoval za „Sdružení nezávislých kandidátů I“ a byl zvolen místostarostou města Hroznětín. V komunálních volbách roku 2010 kandidoval pod stejným Sdružením a získal post starosty města Hroznětín, kterým je dodnes. V roce 2020 kandidoval již za hnutí Volba pro kraj (VOK) do Zastupitelstva Karlovarského kraje, ale neuspěl. Od roku 2020 do září 2024 působil jako člen Komise rozvoje venkova a zemědělství Rady Karlovarského kraje. Od září 2023 do září 2024 byl rovněž členem Výboru pro regionální rozvoj Zastupitelstva Karlovarského kraje.
V roce 2022 kandidoval za hnutí Volba pro kraj do Senátu PČR, do druhého kola se o 331 hlasů nedostal a skončil na třetím místě.
V krajských volbách v roce 2024 kandidoval do Zastupitelstva Karlovarského kraje jako lídr kandidátky hnutí VOK. Mandát zastupitele se mu podařilo získat.Současně byl 4. listopadu 2024 jmenován předsedou krajského Výboru pro venkov, zemědělství a životní prostředí a za hnutí Volba pro kraj (VOK) působí rovněž jako člen krajského Majetkového výboru a Výboru pro sociální věci.